# Villa Giovanelli Fogaccia
Villa Giovanelli Fogaccia  è un edificio di Roma situato su via Nazareth, nel suburbio S. IX Aurelio.

## Storia
La figura della villa nasce attorno a una vecchia torre centrale (tufo a vista, collocato volutamente a caso) alla quale, durante i secoli, si affiancarono altre costruzioni. L'edificio odierno è il risultato degli interventi decisi dall'architetto Marcello Piacentini su richiesta dell'allora proprietario conte Piero Fogaccia, nobiluomo originario di Clusone. La villa si trova all'interno della tenuta Fogaccia e ai bordi dell'omonima borgata (oggi Montespaccato).
Nel 1937, grazie all'interessamento del conte Fogaccia e con le sovvenzioni della Federazione degli Industriali, parte del parco della villa viene utilizzato per l'esperimento della strada guidata, sviluppato dall'ingegnere Gaetano Ciocca. Tale esperimento era una guidovia composta da una pista stretta, con spina centrale rialzata, per indirizzare il movimento di un autocarro su ruote gommate. Viene costruita una linea lunga circa un chilometro e mezzo che include un ponticello ed alcuni scambi di linea. Le prove durano un paio di mesi fino al 1938, tra l’altro ad alcune di esse assistono anche il Re ed il Capo del Governo.
È ufficialmente inaugurata dal re Vittorio Emanuele III di Savoia il 1º aprile 1938. In tale occasione si racconta che, per rispetto alla nobiltà della famiglia, abbia camminato lungo le pareti dell'ingresso della villa per evitare di calpestare lo stemma.
Nel 1939, a seguito del matrimonio della contessa Giulia Fogaccia Zammitti (nipote ed erede del Conte Piero Fogaccia) con il Principe Giuseppe Giovanelli, la dimora diventa la residenza romana della coppia, prendendo il nome di Villa Giovanelli – Fogaccia. Dopo l'8 settembre 1943, la villa viene occupata dalle truppe tedesche e si trova in piena zona di combattimenti. Il 6 giugno 1944, gli Americani superano lo sbarramento dei Tedeschi al bivio della borgata Fogaccia. Tuttavia, prima di ritirarsi, le truppe naziste riescono a minare l'edificio con bombe a orologeria. Fortunatamente le truppe alleate arrivano in tempo e disinnescano gli ordigni. Con la fine del conflitto, la villa torna ad essere la residenza dei Principi Giovanelli.
A partire dal 1970, la villa diventa il set di numerose produzioni cinematografiche.
Tuttora la villa è proprietà dei Principi Giovanelli.

## Architettura
L'edificio nella sua versione attuale è opera dell'architetto Marcello Piacentini. Egli sperimentò per la prima volta una sua concezione costruttiva di casa privata: le sale del soggiorno non sono collocate sullo stesso livello ma a metà fra il pianterreno rialzato e il primo piano. Questo sistema si mostrò molto utile per passare da un piano all'altro, pertanto si fa una sola rampa di scale invece che due.
Nei pavimenti degli ingressi, troneggiano due stemmi (metri 2,95 il primo e 4 il secondo): il giglio dei Farnese, la fascia argento e azzurra, la foccaccia e l'olmo (emblemi degli stemmi Fogaccia). Lo scalone unisce le tre hall. Pilastri e archi dividono le due rampe. Ne sorge un elegante gioco di linee e prospettive. I pesanti portoni (alti metri 4,34) chiudono uno l'accesso al cortile, l'altro quello al terrazzo. Il salone, vasto ambiente di 132 metri quadrati senza aperture, possiede due sporgenze una a mattino-mezzogiorno, l'altra a sera. La sala da pranzo (80 metri quadrati) disegna un rettangolo dalle pareti chiuse, illuminate da un grande trifora. Tutto è di pregio: i pavimenti, i soffitti, i ferri battuti, gli stipiti. I pavimenti in cotto, espressamente confezionati a Perugia, le ceramiche di produzione napoletana. Il ferro è forgiato: gli artigiani della Valle Seriana lo lavorarono nelle inferriate, nelle maniglie, nei bandoni della porte, nelle chiavi, nei grossi catenacci a cesello. Il bagno degli ospiti in marmo di San Benedetto di Valle Seriana; le rubinetterie riproducono animali di campagna: la chiocciola, il lombrico, la tartaruga. Tutti gli stipiti interni ed esterni, i portali d'ingresso, i pilastri della terrazza e lo stemma (con la legenda araldica sopra il portone) sono in peperino di Viterbo, pietra classica della città dei Papi. Lo stemma misura metri 2,50 in un pezzo solo: il masso, appositamente cavato, pesa 22 quintali. Fu scolpito espressamente da un artista di Viterbo.